# Stéphane Sarrazin
Stéphane Sarrazin (Alès, 1974. november 2. –) francia autóversenyző, a 2007-es és a 2010-es Le Mans-széria bajnoka. 1999-ben részt vett a Formula–1-es világbajnokság brazil versenyén, 2004 és 2006 között tizenöt rali-világbajnoki futamon indult.

## Pályafutása
1993-ban debütált a francia Formula–Renault-szériában, és 1994-ben már a sorozat bajnoka volt. 1995 és 1997 között a hazája Formula–3-as bajnokságának futamain indult, valamint részt vett a Masters of Formula–3-on és a makaói Formula–3-as nagydíjon is.

### Formula–1
Pályafutása alatt egyetlen Formula–1-es versenyen szerepelt. Az 1999-es brazil nagydíjon ő helyettesítette a sérült Luca Badoert a Minardi-istállónál. Az időmérő edzésen tizenhetedik lett, megelőzve az Arrows két versenyzőjét, valamint csapattársát Marc Genét. A futam harmincegyedik körében kicsúszott, és nagy sebességgel a gumifalba csapódott.
1998 és 2001 között a Prost Grand Prix, majd 2002-ben a Toyota csapatának tesztpilótája volt.

### Formula–3000
1998-ban debütált a nemzetközi Formula–3000-es sorozaton. A szezonnyitó versenyen, Oscherslebenben győzni tudott. A szezon többi futamán azonban csak kétszer végzett pontot érő helyen. Monacóban negyedik lett, a magyar nagydíjon pedig az első helyről rajtolt és végül második lett Nick Heidfeld mögött. Az összetett értékelést hatodikként zárta.
Az 1999-es szezonban hatszor volt pontszerző, dobogóra állt Hockenheimben és győzött a Hungaroringen, végül negyedik lett a pontversenyben. 2000-ben csak az idény első hat futamán állt rajthoz, 2001-ben pedig egyedül a monacói futamon indult.

### Raliversenyeken
2004 óta aktívan vesz részt raliversenyeken. 2004-ben megnyerte az aszfaltos francia rali-bajnokságot, valamint a világbajnokság három futamán indult. Első világbajnoki versenyén kilencedik lett, majd hatodik volt a korzikai, és negyedik a katalán ralin. A katalán viadalon egy szakaszgyőzelmet is szerzett.
A 2005-ös és a 2006-os szezonra a Subaru gyári csapata leszerződtette Petter Solberg és Chris Atkinson mellé. Az aszfaltos futamokra őt nevezte pontszerzőnek a csapat Solberg mellett. Ez időszak alatt nem ért el kimagasló eredményeket.
Ezt követően csak hazájában, illetve az interkontinentális ralibajnokságon indult a ralisportban. A 2009-es Monte Carlo-ralin harmadik lett.

### Le Mans-szériákban
2006-ban második lett az amerikai Le Mans-széria GT1-es kategóriájában. 2007-től a Peugeot gyári csapatával vesz részt hosszútávú versenyeken.
2007-ben és 2010-ben a Le Mans-széria bajnoka lett. Két alkalommal (2007, 2009) végzett másodikként a Le Mans-i 24 órás futamon, 2008-ban pedig győzött a Spa-i 24 óráson.

## Sikerei
- Le Mans-széria
  - Bajnok: 2007, 2010
- Francia Formula-Renault-bajnokság
  - Bajnok: 1994
- Spa-i 24 órás autóverseny
  - Győztes: 2008

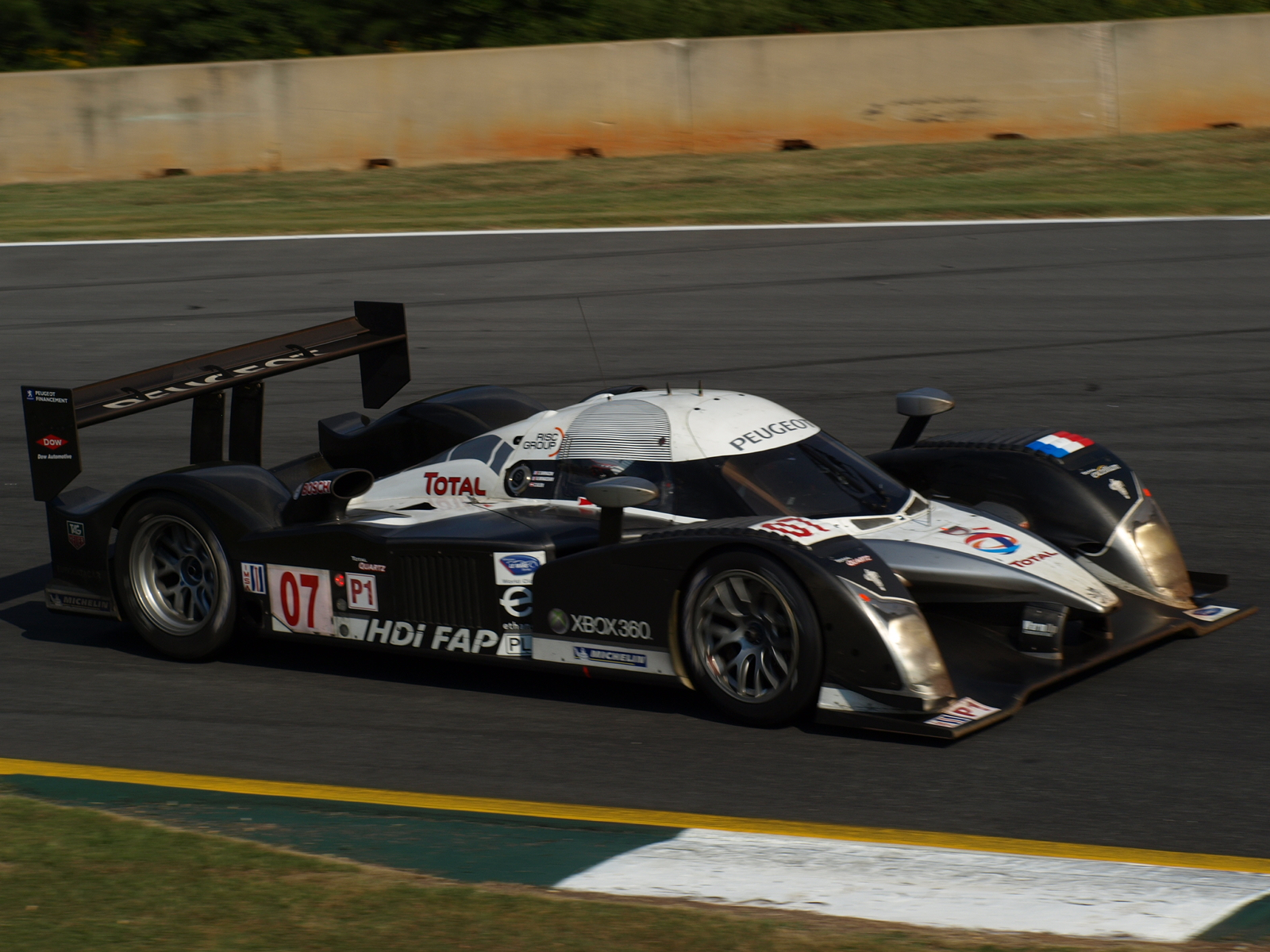
Stéphane a 2008-as Petit Le Mans-on

- Nürburgringi 1000 kilométeres autóverseny
  - Győztes: 2007, 2008
- Monzai 1000 kilométeres autóverseny
  - Győztes: 2008
- Spa-i 1000 kilométeres autóverseny
  - Győztes: 2007
- Petit Le Mans
  - Győztes: 2009, 2010

## Eredményei
Teljes Formula–3000-es eredménysorozata
(Táblázat értelmezése)

(Félkövér: pole-pozícióból indult; dőlt: leggyorsabb kört futott) 

| Év   | Csapat                  | 1     | 2      | 3      | 4      | 5      | 6      | 7     | 8      | 9      | 10     | 11     | 12     | Helyezés | Pont |
| ---- | ----------------------- | ----- | ------ | ------ | ------ | ------ | ------ | ----- | ------ | ------ | ------ | ------ | ------ | -------- | ---- |
| 1998 | Apomatox                | OSC 1 | IMO 24 | CAT 15 | SIL 24 | MON 4  | PAU Ki | A1R 8 | HOC Ki | HUN 2  | SPA Ki | PER Ki | NUR 19 | 6.       | 19   |
| 1999 | Gauloises Junior        | IMO 4 | MON 14 | CAT 5  | MAG 5  | SIL 7  | A1R 6  | HOC 3 | HUN 1  | SPA Ki | NUR 17 |        |        | 4.       | 22   |
| 2000 | MySap.com               | IMO 7 | SIL 19 | CAT 9  | NUR 5  | MON Ki | MAG 6  | A1R   | HOC    | HUN    | SPA    |        |        | 22.      | 3    |
| 2001 | F3000 Prost Junior Team | INT   | IMO    | CAT    | A1R    | MON 3  | NÜR    | MAG   | SIL    | HOC    | HUN    | SPA    | MNZ    | 14.      | 4    |

Teljes Formula–1-es eredménysorozata
(Táblázat értelmezése)

(Félkövér: pole-pozícióból indult; dőlt: leggyorsabb kört futott) 

| Év   | Csapat                 | 1   | 2      | 3   | 4   | 5   | 6   | 7   | 8   | 9   | 10  | 11  | 12  | 13  | 14  | 15  | 16  | Helyezés | Pont |
| ---- | ---------------------- | --- | ------ | --- | --- | --- | --- | --- | --- | --- | --- | --- | --- | --- | --- | --- | --- | -------- | ---- |
| 1999 | Fondmetal Minardi Ford | AUS | BRA Ki | SMR | MON | ESP | CAN | FRA | GBR | AUT | GER | HUN | BEL | ITA | EUR | MAL | JPN | -        | 0    |

### Le Mans-i 24 órás autóverseny
| Év   | Csapat                 | Csapattársak                            | Autó                   | Kategória | Kör | Összetett | Kategória |
| ---- | ---------------------- | --------------------------------------- | ---------------------- | --------- | --- | --------- | --------- |
| 2001 | Viper Team Oreca       | Yannick Dalmas Franck Montagny          | Chrysler LMP           | LMP900    | 126 | Kiesett   | Kiesett   |
| 2002 | PlayStation Team Oreca | Franck Montagny Nicolas Minassian       | Dallara SP1-Judd       | LMP900    | 359 | 6.        | 5.        |
| 2003 | Pescarolo Sport        | Jean-Christophe Boullion Franck Lagorce | Courage C60-Peugeot    | LMP900    | 356 | 8.        | 6.        |
| 2005 | Aston Martin Racing    | David Brabham Darren Turner             | Aston Martin DBR9      | GT1       | 333 | 9.        | 3.        |
| 2006 | Aston Martin Racing    | Pedro Lamy Stéphane Ortelli             | Aston Martin DBR9      | GT1       | 342 | 10.       | 5.        |
| 2007 | Team Peugeot Total     | Pedro Lamy Sébastien Bourdais           | Peugeot 908 HDi FAP    | LMP1      | 359 | 2.        | 2.        |
| 2008 | Team Peugeot Total     | Pedro Lamy Alexander Wurz               | Peugeot 908 HDi FAP    | LMP1      | 368 | 5.        | 5.        |
| 2009 | Team Peugeot Total     | Franck Montagny Sébastien Bourdais      | Peugeot 908 HDi FAP    | LMP1      | 381 | 2.        | 2.        |
| 2010 | Team Peugeot Total     | Franck Montagny Nicolas Minassian       | Peugeot 908 HDi FAP    | LMP1      | 264 | Kiesett   | Kiesett   |
| 2011 | Peugeot Sport Total    | Franck Montagny Nicolas Minassian       | Peugeot 908            | LMP1      | 353 | 3.        | 3.        |
| 2012 | Toyota Racing          | Anthony Davidson Sébastien Buemi        | Toyota TS030 Hybrid    | LMP1      | 82  | Kiesett   | Kiesett   |
| 2013 | Toyota Racing          | Anthony Davidson Sébastien Buemi        | Toyota TS030 Hybrid    | LMP1      | 347 | 2.        | 2.        |
| 2014 | Toyota Racing          | Alexander Wurz Nakadzsima Kazuki        | Toyota TS040 Hybrid    | LMP1-H    | 219 | Kiesett   | Kiesett   |
| 2015 | Toyota Racing          | Mike Conway Alexander Wurz              | Toyota TS040 Hybrid    | LMP1      | 387 | 6.        | 6.        |
| 2016 | Toyota Gazoo Racing    | Mike Conway Kobajasi Kamui              | Toyota TS050 Hybrid    | LMP1      | 381 | 2.        | 2.        |
| 2017 | Toyota Gazoo Racing    | Mike Conway Kobajasi Kamui              | Toyota TS050 Hybrid    | LMP1      | 154 | Kiesett   | Kiesett   |
| 2018 | SMP Racing             | Matevos Isaakyan Jegor Orudzsev         | BR Engineering BR1-AER | LMP1      | 123 | Kiesett   | Kiesett   |
| 2019 | SMP Racing             | Szergej Szirotkin Jegor Orudzsev        | BR Engineering BR1-AER | LMP1      | 163 | Kiesett   | Kiesett   |

### Teljes FIA World Endurance Championship eredménysorozata
(Táblázat értelmezése)

(Félkövér: pole-pozícióból indult; dőlt: leggyorsabb kört futott) 

| Év      | Csapat               | Osztály | Kasztni             | Motor                          | 1      | 2      | 3      | 4      | 5      | 6      | 7      | 8      | 9     | Helyezés | Pont   |
| ------- | -------------------- | ------- | ------------------- | ------------------------------ | ------ | ------ | ------ | ------ | ------ | ------ | ------ | ------ | ----- | -------- | ------ |
| 2012    | Starworks Motorsport | LMP2    | HPD ARX-03b         | Honda HR28TT 2.8 L Turbo V6    | SEB 3  | SPA 29 |        | SIL 9  | SÃO 7  | BHR 8  | FUJ 9  | SHA 8  |       | 15.      | 37.5   |
| 2012    | Toyota Racing        | LMP1    | Toyota TS030 Hybrid | Toyota 3.4 L V8 (Hybrid)       |        |        | LMS Ki |        |        |        |        |        |       | 15.      | 37.5   |
| 2013    | Toyota Racing        | LMP1    | Toyota TS030 Hybrid | Toyota 3.4 L V8 (Hybrid)       | SIL 3  | SPA 4  | LMS 2  | SÃO Ki | COA 2  | FUJ 15 | SHA Ki | BHR 1  |       | 3.       | 106.25 |
| 2014    | Toyota Racing        | LMP1    | Toyota TS040 Hybrid | Toyota 3.4 L V8 (Hybrid)       | SIL 2  | SPA 3  | LMS Ki | COA 6  | FUJ 2  | SHA 2  | BHR 1  | SÃO 4  |       | 5.       | 116    |
| 2015    | Toyota Racing        | LMP1    | Toyota TS040 Hybrid | Toyota 3.4 L V8 (Hybrid)       | SIL 4  | SPA 5  | LMS 6  | NÜR 6  | COA Ki | FUJ 6  | SHA 5  | BHR 3  |       | 6.       | 79     |
| 2016    | Toyota Gazoo Racing  | LMP1    | Toyota TS050 Hybrid | Toyota 2.4 L Turbo V6 (Hybrid) | SIL 2  | SPA Ki | LMS 2  | NÜR 6  | MEX 3  | COA 3  | FUJ 1  | SHA 2  | BHR 5 | 3.       | 145    |
| 2017    | Toyota Gazoo Racing  | LMP1    | Toyota TS050 Hybrid | Toyota 2.4 L Turbo V6 (Hybrid) | SIL    | SPA 5  | LMS Ki | NÜR 4  | MEX 3  | COA 3  | FUJ    | SHA    | BHR   | 17.      | 26     |
| 2018–19 | SMP Racing           | LMP1    | BR Engineering BR1  | AER P60B 2.4 L Turbo V6        | SPA Ki | LMS Ki | SIL 3  | FUJ Ki | SHA Ki | SEB HN | SPA 4  | LMS Ki |       | 14.      | 27     |